# Seznam naselij Vukovarsko-sremske županije
Seznam naselij Vukovarsko-sremske županije.
Opomba: Naselja v ležečem tisku so opuščena.

## A
Andrijaševci - Antin - Apševci - 

## B
Babina Greda - Banovci - Bapska - Berak - Bobota - Bogdanovci - Bokšić - Borovo - Bošnjaci - Bršadin - 

## C
Cerić - Cerna - 

## Ć
Ćelije, Hrvaška - 

## Č
Čakovci - 

## Đ
Đeletovci - Đurići - 

## D
Donje Novo Selo - Drenovci -

## G
Gaboš - Gradište - Gunja - 

## I
Ilača - Ilok - Ivankovo - 

## J
Jarmina - 

## K
Karadžićevo - Komletinci - Korog - 

## L
Lipovac - Lipovača - Lovas - Ludvinci - 

## M
Marinci - Markušica - Mikluševci - Mirkovci - Mlaka Antinska - Mohovo - 

## N
Negoslavci - Nijemci - Novi Jankovci - Novi Mikanovci - Nuštar - 

## O
Opatovac - Orolik - Ostrovo - Otok - 

## P
Pačetin - Petrovci - Podgrađe - Podrinje - Posavski Podgajci - Privlaka - Prkovci - 

## R
Rajevo Selo - Račinovci - Retkovci - Rokovci - 

## S
Slakovci - Soljani - Sotin - Srijemske Laze - Stari Jankovci - Stari Mikanovci - Strošinci - Svinjarevci - 

## Š
Šarengrad - Šiškovci - Štitar - 

## T
Tompojevci - Tordinci - Tovarnik - Trpinja - 

## V
Vera - Vinkovački Banovci - Vinkovci - Vođinci - Vrbanja - Vukovar - 

## Ž
Županja - 